# Stary Cmentarz Żydowski w Fürth
Stary Cmentarz Żydowski w Fürth będący jedną z dwóch żydowskich nekropolii w mieście i zarazem najstarszą z nich.

## Źródła
- Katrin Bielefeldt: Geschichte der Juden in Fürth. Jahrhundertelang eine Heimat (= Historische Spaziergänge 3). Sandberg-Verlag, Nürnberg 2005, ISBN 3-930699-44-3.